# Sandeidfjorden
Le Sandeidfjorden (en anglais : Sandeid Fjord),, est un fjord situé dans la municipalité de Vindafjord, dans le comté de Rogaland, en Norvège. Le fjord est long de 9 kilomètres. Il est une branche nord du Vindafjorden principal. Le village de Sandeid se trouve à l’extrémité nord du fjord et le village de Vikedal se trouve sur la rive est, près de l’embouchure du fjord,.